# Wacław Strażewicz
Wacław Jan Strażewicz (ur. 1 lutego 1952 w Pobiedziskach) – polski polityk, samorządowiec, senator III kadencji, starosta giżycki w latach 1999–2010 oraz 2014–2018.

## Życiorys
Ukończył w 1983 studia na Wydziale Prawa i Administracji Uniwersytetu Warszawskiego (filia w Białymstoku). Od 1983 do 1990 był kierownikiem inspektoratu Zakładu Ubezpieczeń Społecznych w Giżycku. W latach 1990–1998 pełnił funkcję kierownika urzędu rejonowego w Giżycku.
W latach 1993–1997 sprawował mandat senatora III kadencji z ramienia Polskiego Stronnictwa Ludowego z województwa suwalskiego. W 1998, 2002, 2006, 2010, 2014, 2018 i 2024 wybierany na radnego powiatu giżyckiego. Od 1999 do 2010 był starostą giżyckim, a w latach 2010–2014 wicestarostą. W 2014 ponownie objął urząd starosty, który sprawował do 2018.
W wyborach do Parlamentu Europejskiego w 2004, w wyborach parlamentarnych w 2005, 2007 oraz 2011 bez powodzenia kandydował z listy PSL. W latach 2003–2016 był prezesem zarządu powiatowego PSL w Giżycku, wchodził też w skład rady naczelnej tej partii. Objął również funkcję prezesa powiatowego oddziału Związku Ochotniczych Straży Pożarnych Rzeczypospolitej Polskiej w Giżycku.

## Odznaczenia i wyróżnienia
- Krzyż Kawalerski Orderu Odrodzenia Polski (2000)[6]
- Odznaka Honorowa za Zasługi dla Samorządu Terytorialnego (2015)[7]